# 인텔 에보

코어에 의해 지원되는 인텔 에보

인텔 에보(Intel Evo, 공식 명칭: 인텔 에보 플랫폼, Intel Evo Platform)은 인증된 노트북 컴퓨터의 브랜드 카테고리로, 소비자에게 좋은 품질을 보장하기 위한 다양한 지침으로 구성되어 있다. 인텔 프로세서가 탑재된 노트북은 얇은 하드웨어 디자인, 오래 지속되는 배터리 수명, 빠른 충전, 빠른 절전 모드 해제 등을 포함하는 지침을 통과하는 경우 인텔 에보 배지로 인증받을 수 있다.
이 프로그램은 원래 2019년에 프로젝트 아테나(Project Athena)가 발표하면서 시작되었다. 아테나는 일반적인 벤치마킹을 사용하는 대신 "핵심 경험 지표", 즉 실제 사용 경험에 중점을 두는 것을 목표로 했다. 더 친숙한 이름인 인텔 에보로 이름이 바뀌었고 업데이트된 지침과 함께 2020년 9월(타이거레이크와 함께) 출시되었다.
인텔의 울트라북과 비교한 바 있다. 에보 인증은 마이크로소프트 윈도우 및 크롬OS 기반 장치(후자는 "크롬북" 포함)로 구성된다. 레노버, HP, 델 및 에이수스를 포함한 많은 PC 제조업체가 인텔 프로그램에 참여했다.

## 같이 보기
- 센트리노